# Société entomologique de France
Société entomologique de France (česky Francouzská entomologická společnost) byla založena osmnácti pařížskými entomology 31. ledna 1832. Vzala si za cíl přispět k pokroku a vývoji entomologie ve všech jejích aspektech.
Společnost vydává Annales de la Société entomologique de France a Bulletin de la Société entomologique de France. Její knihovna obsahuje 15 000 svazků a 1500 titulů časopisů historických i současných, všechny zaměřené na entomologii.
V roce 2017 měla společnost přibližně 530 aktivních členů.

## Prezidenti společnosti
- 1832 – Jean Guillaume Audinet-Serville
- 1833 – Amédée Louis Michel Lepeletier
- 1834 – Victor Audouin
- 1835 – Charles Athanase Walckenaer
- 1836 – Philogène Auguste Joseph Duponchel
- 1837 – Victor Audouin (druhý mandát)
- 1838 – Jean-Baptiste Alphonse Dechauffour de Boisduval
- 1839 – Jules Pierre Rambur
- 1840 – Pierre-François-Marie-Auguste Dejean
- 1841 – Charles Athanase Walckenaer (druhý mandát)
- 1842 – Charles Nicolas Aubé
- 1843 – Henri Milne-Edwards
- 1844 – Ferdinando Arborio Gattinara di Breme
- 1845 – Claude Charles Goureau
- 1846 – Félix Édouard Guérin-Méneville
- 1847 – Louis Jérôme Reiche
- 1848 – Charles Jean-Baptiste Amyot
- 1849 – Achille Guénée
- 1850 – Louis Alexandre Auguste Chevrolat
- 1851 – Louis Jérôme Reiche (druhý mandát)
- 1852 – Claude Charles Goureau (druhý mandát)
- 1853 – Jean-Baptiste Alphonse Dechauffour de Boisduval (druhý mandát)
- 1854 – Léon Marc Herminie Fairmaire
- 1855 – Frédéric Jules Sichel
- 1856 – Louis Jérôme Reiche (třetí mandát)
- 1857 – Jean-Baptiste Eugène Bellier de la Chavignerie
- 1858 – Jean-Baptiste Alphonse Dechauffour de Boisduval (třetí mandát)
- 1859 – Jacques Marie Frangile Bigot
- 1860 – Joseph Alexandre Laboulbène
- 1861 – Victor Antoine Signoret
- 1862 – Louis Alexandre Auguste Chevrolat (druhý mandát)
- 1863 – Louis Jérôme Reiche (čtvrtý mandát)
- 1864 – Charles Nicolas Aubé (druhý mandat)
- 1865 – Auguste Jean François Grenier
- 1866 – Auguste Simon Paris
- 1867 – Maurice Jean Auguste Girard
- 1868 – Jean Étienne Berce
- 1869 – François Louis Paul Gervais
- 1870 – Joseph Étienne Giraud
- 1871 – Sylvain Auguste de Marseul
- 1872 – Joseph Alexandre Laboulbène (druhý mandát)
- 1873 – Charles N. F. Brisout de Barneville
- 1874 – Charles Eugène Leprieur
- 1875 – Eugène Simon
- 1876 – Paul Mabille
- 1877 – Louis Jérôme Reiche (pátý mandát)
- 1878 – François Louis Paul Gervais (druhý mandát)
- 1879 – Pierre Mégnin
- 1880 – Charles Eugène Leprieur (druhý mandát)
- 1881 – Léon Marc Herminie Fairmaire (druhý mandát)
- 1882 – Louis Jérôme Reiche (šestý mandát)
- 1883 – Victor Antoine Signoret (druhý mandát)
- 1884 – Édouard Lefèvre
- 1885 – Émile Louis Ragonot
- 1886 – Jules Bourgeois
- 1887 – Eugène Simon (druhý mandát)
- 1888 – Jules Künckel d'Herculais
- 1889 – Joseph Alexandre Laboulbène (druhý mandát)
- 1890 – Paul Mabille (druhý mandát)
- 1891 – Antoine Henri Grouvelle
- 1892 – Camille Jourdheuille
- 1893 – Édouard Lefèvre (druhý mandát)
- 1894 – Félix de Vuillefroy-Cassini
- 1895 – Émile Louis Ragonot (druhý mandát)
- 1896 – Alfred Giard
- 1897 – Antoine Henri Grouvelle (druhý mandát)
- 1898 – Louis Eugène Bouvier
- 1899 – Charles A. Alluaud
- 1900 – Alfred Giard (druhý mandát)
- 1901 – Eugène Simon (třetí mandát)
- 1902 – Henri W. Brölemann
- 1903 – Louis-Félix Henneguy
- 1904 – Paul Mabille (třetí mandát)
- 1905 – Albert Leveillé
- 1906 – Paul Marchal
- 1907 – Pierre Lesne
- 1908 – Joseph de Joannis
- 1909 – Jules Künckel d'Herculais (druhý mandát)
- 1910 – Maurice Maindron
- 1911 – Armand Janet
- 1912 – Jules de Gaulle
- 1913 – Charles Joseph Sainte-Claire Deville
- 1914 – Charles A. Alluaud (druhý mandát)
- 1915 – Étienne Rabaud
- 1916 – Joseph de Joannis (druhý mandát)
- 1917 – Henri Jean Desbordes
- 1918 – Paul Marchal (druhý mandát)
- 1919 – E. Moreau
- 1920 – Julien Achard
- 1921 – Jacques M. R. Surcouf
- 1922 – Auguste Eugène Méquignon
- 1923 – Étienne Rabaud (druhý mandát)
- 1924 – François Picard
- 1925 – Raymond Peschet
- 1926 – Louis Sémichon
- 1927 – Émile Roubaud
- 1928 – Louis Dupont
- 1929 – Pierre Marié
- 1930 – Paul Vayssière
- 1931 – Constantin Dumont
- 1932 – René Gabriel Jeannel
- 1933 – L. H. Berthet
- 1934 – Louis Fage
- 1935 – Victor Laboissiere
- 1936 – Charles Fagniez
- 1937 – Victor Laboissiere
- 1938 – Pierre Lesne
- 1939 – André Théry
- 1940 – Jacques de Lépiney
- 1941 – Pierre-Paul Grassé
- 1942 – André Maublanc
- 1943 – Henry Stempffer
- 1944 – Lucien Berland
- 1945 – Émile Licent
- 1946 – Lucien Marceron
- 1947 – Raymond Poutiers
- 1948 – Alfred Balachowsky (1901–1983)
- 1949 – Simon Le Marchand (1882–1953)
- 1950 – Jean Balazuc (1914–1994)
- 1951 – Pierre Lepesme (1913–1957)
- 1952 – Robert Philippe Dollfus (1887–1976)
- 1953 – Claude Herbulot (1908–2006)
- 1954 – G. Pécoud (1883–1970)
- 1955 – Paul Pesson (1911–1989)
- 1956 – Gaston Ruter (1898–1979)
- 1957 – Hervé de Toulgoët (1911–2009)
- 1958 – Emile Rivalier (1892–1979)
- 1959 – Adrien Roudier (1918–2000)
- 1960 – Guy Colas (1902–1993)
- 1961 – Henry Bertrand (1892–1978)
- 1962 – Général P. Dispons
- 1963 – Germaine Cousin (1896–1992)
- 1964 – Pierre Rebillard (1900–1974)
- 1965 – Henri Henrot (1913–1973)
- 1966 – Jacques Carayon (1916–1997)
- 1967 – Henri Joseph Oberthür
- 1968 – André Villiers (1915–1983)
- 1969 – J. Jarrige (1904–1975)
- 1970 – André Badonnel (1898–1991)
- 1971 – Bertrand Possompès (1912–1975)
- 1972 – Claude Lemaire (1921–2004)
- 1973 – C. Rungs
- 1974 – Emile Biliotti (1924–1978)
- 1975 – Jean Péricart (1928–2011)
- 1976 – Jean-René Le Berre (1922–1976)
- 1977 – Jacques Nègre (1908–1988)
- 1978 – Franklin Pierre (1918–1990)
- 1979 – A. Vachon († 1983)
- 1980 – J. Bergerard
- 1981 – Adrien Roudier
- 1982 – Renaud Paulian (1913–2003)
- 1983 – Jacques Chassain
- 1984 – Claude Caussanel (1933–1999)
- 1985 – Jean Péricart (2. mandát)
- 1986 – J. Bergerard (2. mandát)
- 1987 – 1988 – Paul Pesson (1911–1989) (druhý mandát)
- 1989 – 1990 – Armand Matocq
- 1991 – 1992 – Jacques Pierre
- 1993 – 1994 – G. H. Perrault
- 1995 – 1996 – Jean-Louis Dommanget
- 1997 – 1998 – G. H. Perrault
- 1999 – 2000 – Claude Girard
- 2001 – 2002 – Imré Foldi
- 2003 – Jacques Forel
- 2004 – 2005 – Thierry Deuve
- 2006 – 2007 – Yves Gomy
- 2008 – 2009 – Roger Roy
- 2010 – 2011 – Philippe Magnien
- 2012 – 2013 – Daniel Rougon
- 2014 – 2015 – Hubert Piguet
- 2016 – 2017 – Philippe Ponel
- 2018 – Laurent Péru
- 2019 – 2020 – Philippe Le Gall